# Губино (городской округ Клин)
Гу́бино — деревня в Клинском районе Московской области, в составе Зубовского сельского поселения. Население — 4 чел. (2010).

## География
Деревня расположена в центральной части района, примерно в 8 км к северо-востоку от райцентра Клин, на безымянном ручье, правом притоке реки Лютенка (правый приток Сестры), высота центра над уровнем моря 159 м. Ближайшие населённые пункты — Малое Щапово на юго-западе, Калинино и Плюсково — на северо-востоке.

## История
До 2006 года Губино входило в состав Новощаповского сельского округа.

## Население
| 2002 | 2006 | 2010 |
| ---- | ---- | ---- |
| 1    | ↗2   | ↗4   |